# Ruth Etting
Ruth Etting (David City (Nebraska), 23 de noviembre de 1897 – Colorado Springs (Colorado), 24 de septiembre de 1978) fue una cantante y actriz estadounidense, en activo en la década de 1920 y 1930. Sus temas más populares eran: "Shine On, Harvest Moon", "Ten Cents a Dance", "All of Me" y "Love Me or Leave Me".

## Biografía
Nació en Nebraska y desde niña siempre quiso ser actriz. A la edad de dieciséis años, sus padres la enviaron a un colegio de Chicago; allí encontró trabajo como cantante en un club nocturno, donde estaba dirigida por Moe Snyder con quien se casó en 1922. Al poco tiempo se hizo conocida a nivel nacional, cuando apareció en los shows de Florenz Ziegfeld.